# Bandeira das Terras Austrais e Antárticas Francesas

Bandeira oficial. A bandeira tricolor francesa

A bandeira oficial das Terras Austrais e Antárticas Francesas é a Tricolor francesa.
Existe uma bandeira, a do Administrador Superior deste território que, é considerada como bandeira desta dependência ultramarina. Está composta por um pano de cor azul escuro com a bandeira da França, no canto superior esquerdo. Na parte inferior, figuram as iniciais da denominação do território em francês: TAAF, “Terres australes et antarctiques françaises”. As iniciais aparecem colocadas sobre três estrelas de cinco pontas cada uma. As estrelas e as iniciais são de cor branco.